# Franken (Haut-Rhin)
Franken is een gemeente in het Franse departement Haut-Rhin (regio Grand Est) en telt 288 inwoners (1999). De plaats maakt deel uit van het arrondissement Altkirch.

## Geografie
De oppervlakte van Franken bedraagt 6,1 km², de bevolkingsdichtheid is 47,2 inwoners per km².
De onderstaande kaart toont de ligging van Franken (Haut-Rhin) met de belangrijkste infrastructuur en aangrenzende gemeenten.

## Demografie
Onderstaande figuur toont het verloop van het inwonertal (bron: INSEE-tellingen).